# 69 Batalion Ochrony Pogranicza
Samodzielny Batalion Ochrony Pogranicza nr 69 – zlikwidowany samodzielny pododdział Wojsk Ochrony Pogranicza pełniący służbę na granicy polsko-czechosłowackiej.

## Formowanie i zmiany organizacyjne
Na podstawie rozkazu MON nr 055/org. z dnia 20 marca 1948, na bazie Katowickiego Oddziału WOP nr 10, sformowano 21 Brygadę Ochrony Pogranicza, a 24 kwietnia 1948 47 komendę odcinka WOP przemianowano na batalion Ochrony Pogranicza nr 69 z miejscem dyslokacji w Głubczycach przy ul. Żeromskiego JW 4286 (Zarządzenie SzSG Nr 0039/Org. z 11 sierpnia 1948).
Rozkazem Ministra Obrony Narodowej nr 205/Org. z 4 grudnia 1948, 1 stycznia 1949, Wojska Ochrony Pogranicza podporządkowano Ministerstwu Bezpieczeństwa Publicznego. Zaopatrzenie batalionu przejęła Komenda Wojewódzka Milicji Obywatelskiej.
1 stycznia 1951, na podstawie rozkazu MBP nr 043/org. z 3 czerwca 1950, na bazie 21 Brygady Ochrony Pogranicza, sformowano 4 Brygadę Wojsk Ochrony Pogranicza, a 69 batalion Ochrony Pogranicza przemianowano na 44 batalion WOP.

## Struktura organizacyjna
Dyslokacja batalionu przedstawiała się następująco :
- dowództwo i pododdziały przysztabowe
- 215 strażnica Ochrony Pogranicza Pilszcz
- 216 strażnica Ochrony Pogranicza Boboluszki
- 217 strażnica Ochrony Pogranicza Bliszczyce
- 218 strażnica Ochrony Pogranicza Chomiz
- 219 strażnica Ochrony Pogranicza Równe.